# Basilika St. Jakob (Algemesí)

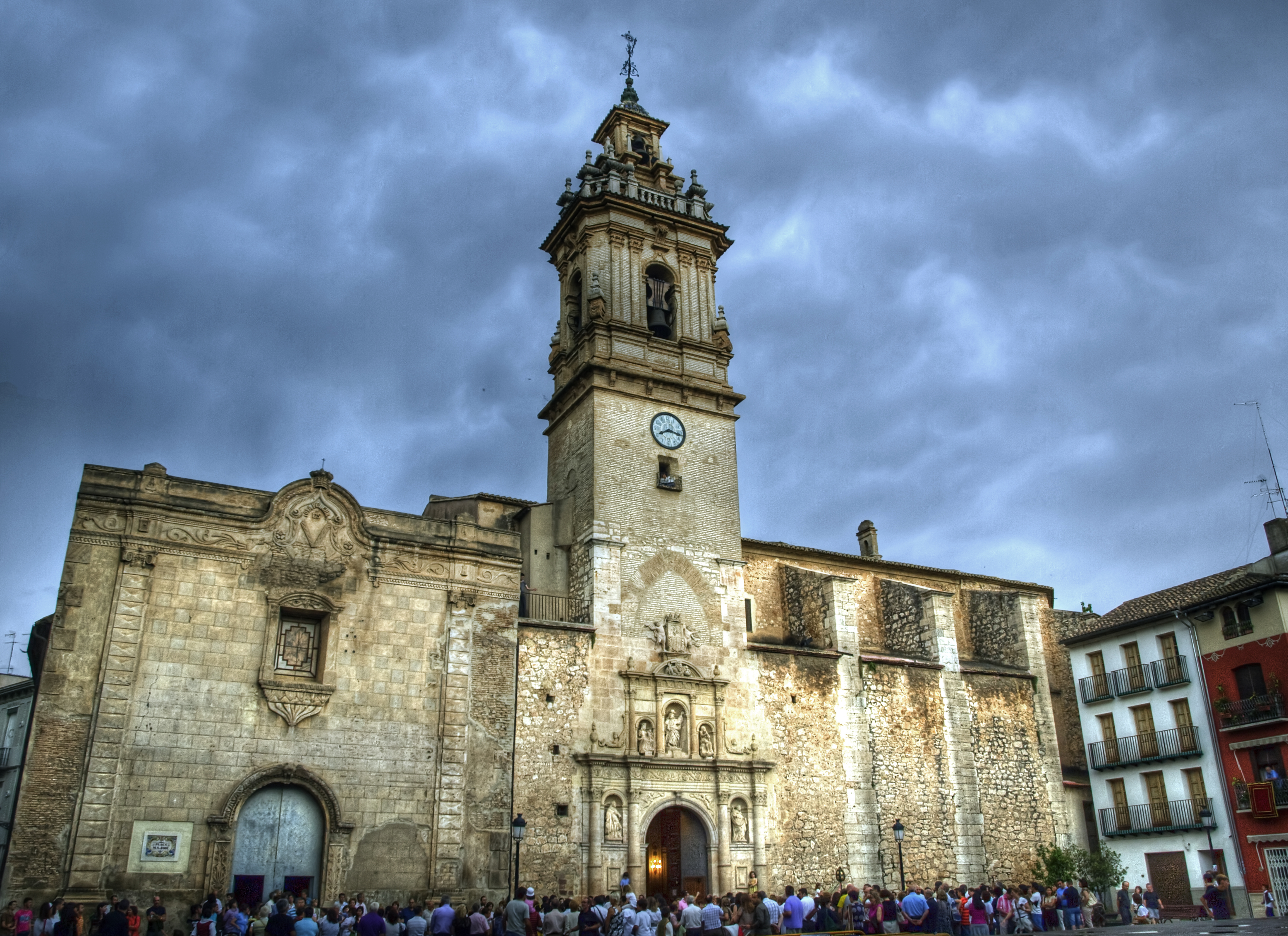
Basilika St. Jakob

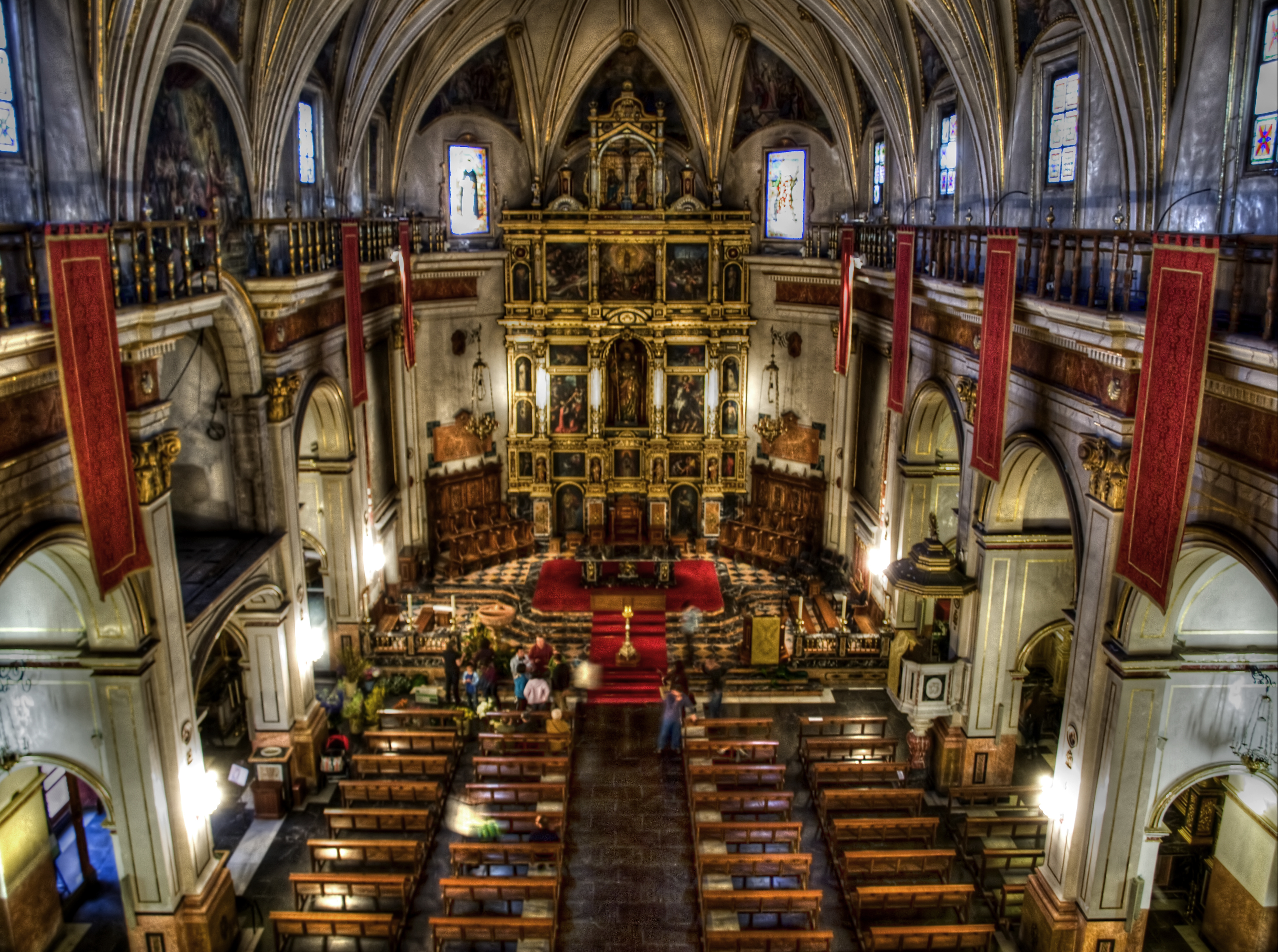
Innenraum

Die Basilika St. Jakob (spanisch Basílica San Jaime Apóstol) ist eine Pfarrkirche in Algemesí in der Valencianischen Gemeinschaft, Spanien. Die Kirche des Erzbistums Valencia ist Jakobus dem Älteren gewidmet. Sie trägt den Titel einer Basilica minor und ist als Kulturdenkmal geschützt.

## Geschichte
Eine erste Kirche soll hier nach Grabungsergebnissen bereits Ende des 13. Jahrhunderts gestanden haben. Die heutige Kirche wurde zwischen 1550 und 1582 von Domingo Alicante zusammen mit Juan de Alicante und Juan Matalí im Renaissancestil erbaut. Zu Beginn des 18. Jahrhunderts wurde die Kirche barockisiert, Ende des Jahrhunderts erfolgten Umgestaltungen im Stile des Klassizismus. 1980 wurde sie zum Kulturdenkmal und 1986 zur Basilica minor erklärt.

## Bauwerk
Die einschiffige Kirche hat einen rechteckigen Grundriss mit Seitenkapellen zwischen den Strebepfeilern. Die fünf Joche sind mit Rippengewölben bedeckt, der Altarraum schließt mit einer fünfseitigen Apsis, die mit einem Sterngewölbe überdacht ist. Die Beleuchtung erfolgt durch Obergadenfenster.
Gegenüber der Altarseite führen drei Bögen in die quer angeordnete Kommunionskapelle, die möglicherweise aus der vorherigen, zweiten Kirche aus dem 15. Jahrhundert hervorgegangen ist. Der Eingang zur Kirche liegt auf der rechten Seite, über ihm erhebt sich der Glockenturm. Die untere Etage der Renaissancefassade bildet ein Triumphbogen auf beidseitigen Doppelsäulen. Darüber öffnen sich zwischen korinthischen Säulen drei Nischen unter einem Giebelbogen mit dem Stadtwappen.